# بیاتریچه ویو
بیاتریچه ویو (انگلیسی: Beatrice Vio؛ زادهٔ ۴ مارس ۱۹۹۷) اهل ایتالیا است.